# Vanessa Agbortabi
Vanessa Agbortabi, née le 4 décembre 1998 à Chemnitz est une joueuse allemande de volley-ball. Elle mesure 1,81 m et joue au poste de réceptionneuse-attaquante.

## Biographie

### Famille, jeunesse et débuts
Vanessa Agbortabi naît le 4 décembre 1998 à Chemnitz dans l'ouest de la Saxe d'un père camerounais, Ephraim Agbortabi, originaire de la ville de Kumba et d'une mère allemande. Elle est l'une des aînées d'une fratrie de sept enfants. À l'âge de deux ans, elle déménage avec sa famille à Berlin, où elle grandit. À l'âge de deux ou trois ans, ses parents divorcent. Passionnée de sport, elle débute en même temps que l'athlétisme, où elle apprécie particulièrement le 800 mètres et le saut en longueur, le volley-ball. Ce n'est qu'en entrant au Centre national qu'elle opte pour le volley-ball. 

### Carrière
En 2014, elle est sélectionnée pour la première fois avec les moins de 15 ans. En 2015, elle évolue dans l'équipe B de l'Allemagne au Championnat du monde de volley-ball féminin des moins de 18 ans. En 2018, elle évolue au Championnat du monde de volley-ball féminin et à la Ligue des nations féminine de volley-ball. En décembre 2021, elle signe avec le VB Nantes jusqu'à la fin de la saison 2022. En 2023, elle rejoint le club israélien Maccabi XT Haïfa et remporte la Coupe d'Israël. En juin 2024, elle rejoint le VC Maritza en D1 bulgare. 